# 卡里努斯
卡里努斯（Marcus Aurelius Carinus，283年 — 285年），羅馬帝國皇帝，283年－285年在位，卡鲁斯的長子，歷史記載多為放蕩、無能、奢華與殘暴，可能是政治對手與繼任者戴克里先的過濾宣傳所致。

## 生平
卡裡努斯是羅馬皇帝卡鲁斯的兒子，卡魯斯在282年被推舉為皇帝後，便將自己的兩個兒子努梅里安和卡裡努斯提升為“凱撒”，他讓卡裡努斯統領帝國的西部，而努梅裡安和自己一起率領軍隊向東進攻新起的波斯萨珊王朝。
卡魯斯在位時間只有三年四個月，就死在了對波斯的戰場上。他死後，帝位由他的兩個兒子努梅裡安和卡裡努斯繼承。
卡里努斯平定了高卢邊疆的戰事，但得知卡魯斯死亡的消息後就迅速回到羅馬。從歷史記載上看，回到羅馬的卡裡努斯，出手闊綽，舉辦了盛大的賽會等活動。但是不久，傳來他兄弟努梅裡安去世以及東部的軍隊擁立戴克里先为皇帝的消息。
於是他又率軍向東進發，他平定了潘诺尼亚的一場叛亂後，在默西亚多瑙河畔的Margus遭遇戴克裡先的軍隊，根據一些史書記載，他的軍隊規模遠大于戴克里先的軍隊。所以戰役打響後，戴克里先幾乎被打敗，差點連生命都不保，但是，卡裡努斯自己軍隊中有位軍事護民官 (此職位為軍職，不同於護民官)，因卡裡努斯勾引他的妻子而殺死了卡裡努斯，結果，所有的軍隊都向戴克裡先宣佈效忠。但是另一種說法則是，戰役中戴克里先獲得了完勝，而原先卡裡努斯的部下也倒向了戴克里先。